# Felix Zymalkowski
Felix Zymalkowski (* 13. August 1913 in Berlin-Grünau; † 17. August 2004 in Bonn) war ein Schnellboot-Kommandant im Zweiten Weltkrieg und Professor für pharmazeutische Chemie.

## Leben
Im April 1934 trat er in die Reichsmarine (Crew 1934) ein und war von Ende 1942 bis Mai 1945 Chef der 8. Schnellbootsflottille. Neben dem finnischen Freiheitskreuz IV. Klasse hatte Zymalkowski am 27. Dezember 1943 das Deutsche Kreuz in Gold sowie am 10. April 1945 das Ritterkreuz des Eisernen Kreuzes erhalten. Sein letzter Dienstgrad in der Kriegsmarine war der eines Korvettenkapitäns.
Zymalkowski war Schüler von Karl Wilhelm Rosenmund in Kiel. 1955 wurde er habilitiert. Von 1959 bis 1963 war er, als Nachfolger von Karl Kindler, am Institut für Pharmazeutische Chemie der Universität Hamburg tätig. Als er 1963 nach Bonn berufen wurde, folgten ihm eine ganze Reihe seiner Mitarbeiter, von denen er einige  schon aus Kiel mitgebracht hatte. Nachfolger von Zymalkowski wurde 1979 Gerhard Rücker aus Münster.
1972 wurde er Mitglied der Leopoldina.

## Schriften (Auswahl)
als Autor
- Zur Kenntnis der Phenollactone. Dissertation, Universität Kiel 1948, DNB 481728252.
- Über die Darstellung von Chinolylcarbinolen und deren Umwandlung in Desoxybasen. Habilitationsschrift, Universität Kiel 1955, DNB 480602662.
- Die quantitative Bestimmung der Alkaloide in Drogen und Drogenzubereitungen. (Die chemische Analyse; Bd. 47). Enke Verlag, Stuttgart 1960 (zusammen mit Otto Erich Schultz), DNB 454511515.
- Katalytische Hydrierung im organisch-chemischen Laboratorium. (Sammlung chemischer und chemisch-technischer Beiträge/N.F.; Bd. 61). Ferdinand Enke Verlag, Stuttgart 1965, DNB 455851441.

als Herausgeber
- C-N Verbindungen. (Methodicum chimicum; Bd. 6). Thieme, Stuttgart 1974, ISBN 3-13-480601-0.